# Symphorien Champier
Symphorien Champier (1471-1539), médecin et humaniste lyonnais, est né à Saint-Symphorien-sur-Coise, près de Lyon. Homme public proche de la cour, il est deux fois élu au  consulat de Lyon. Auteur prolifique, il touche dans ses écrits à tous les domaines, chronique historique, ésotérisme, philosophie néo-platonicienne, origine antique de Lyon et de la France. À partir de 1532, il attaque la médecine arabe et les protestants, et défend une vision nationaliste de la médecine et de la pharmacopée.

## Biographie
Cousin par sa femme Marguerite Terrail du chevalier Bayard, qu'il rencontre à Lyon en 1507, il a eu deux fils Antoine et Claude, qui furent médecins, et pour neveu Jean La Bruyère-Champier.
Docteur en médecine de Montpellier, il fut Ier médecin du duc Antoine de Lorraine, suivit ce prince qui se rendait en Italie avec Louis XII, assista à plusieurs batailles, puis il réside à Lyon en 1520, année de son élection au consulat de Lyon. Il n'est pas certain qu'il crée le Collège des médecins de Lyon, mais figure comme son premier doyen. Il remplit les fonctions d'échevin et contribua à plusieurs fondations utiles, notamment à celle du collège de la Trinité de Lyon.
Sa renommée est considérable et ses publications très nombreuses, à Paris chez Josse Bade, à Lyon chez divers imprimeurs et à Venise, villes qui étaient au XVIe siècle les plus grands centres de production de livres.  
Ses sujets sont éclectiques : outre de savants traités de médecine, inspirés par l'étude des maîtres grecs et arabes, il a composé un grand nombre d'ouvrages historiques, parmi lesquels on remarque une apologie de Louis XII (1509), les Chroniques de Lorraine (1510) et celles de Savoie (1516), une Vie de Bayard son cousin (1525), des traités philosophiques inspirés du néoplatonisme médicéen de Marsile Ficin, introduisant en  France la connaissance des théories de Platon et de ses continuateurs grecs (La nef des Dames vertueuses, 1503). Il touche à la religion et à l'ésotérisme avec son Dialogus singularissimus et perutilis in magicarum destructionem (vers 1500), puis trois livres sur les présages et les prophètes (1518).

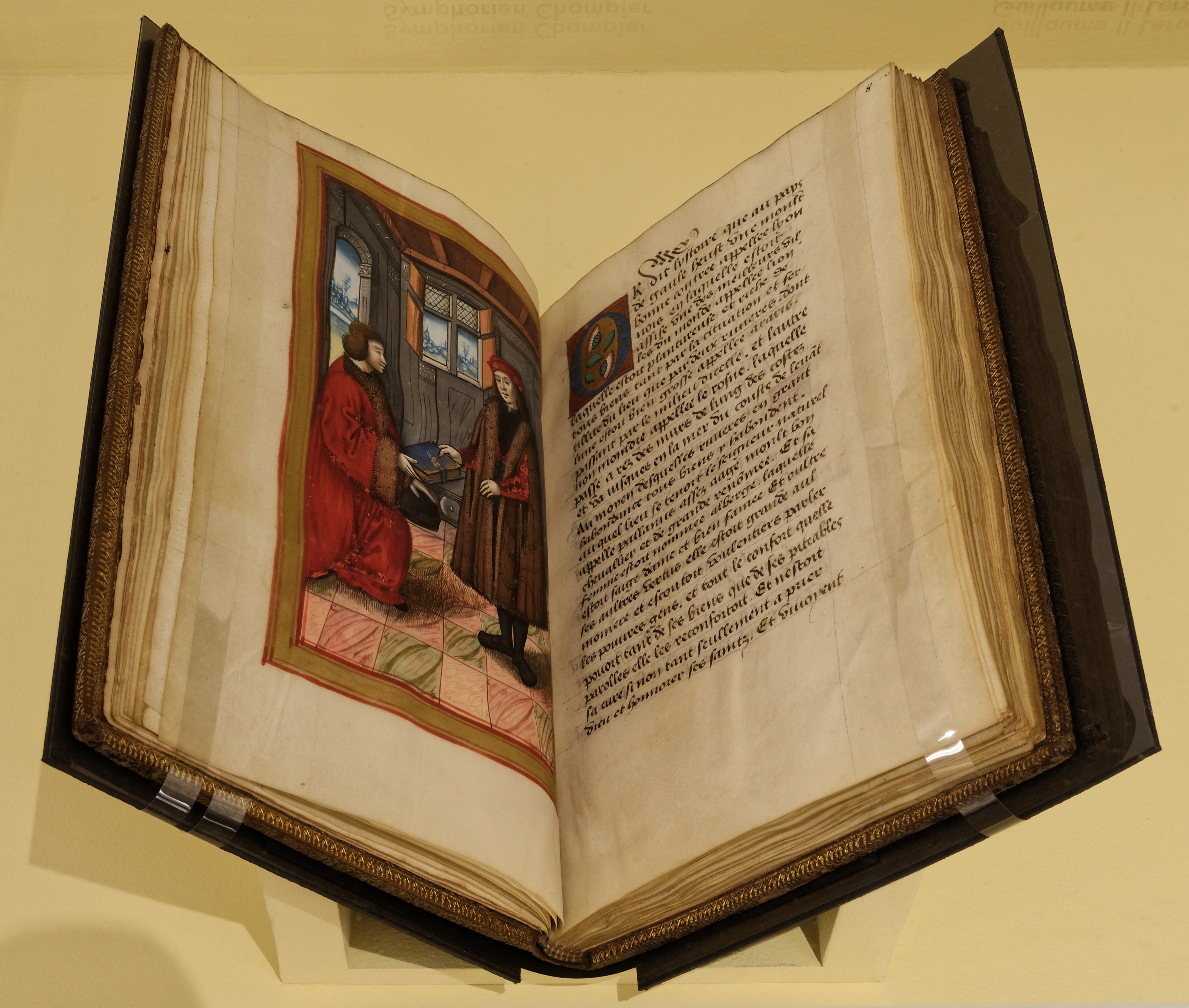
Manuscrit L'origine et l'antiquité de la cite de Lion de Symphorien Champier. Paris BNF

Passionné d'antiquités, il développe une théorie sur l'origine de Lyon en rapprochant le nom latin du quartier d'Ainay, Athanacum, de celui d'Athènes, et affirme lors d'une oraison en 1504 que Lyon est une fondation grecque, faite par trois grands philosophes venus d'Athènes. Cette théorie qui valorise Lyon autant que Rome et lui fait surpasser Paris en ancienneté est adoptée et diffusée par la plupart des humanistes et antiquaires vivant à Lyon, à l'exception du collectionneur Guillaume du Choul. Peu après en 1507, Champier publie dans ses Epitaphia lugdunensia le relevé de dix-neuf inscriptions latines trouvées à Lyon, une première en France. 
En 1529, au moment de la Grande Rebeyne de Lyon, la maison de Symphorien Champier est saccagée par les « hommes de l'art mécanique ». Il se réfugie en Lorraine, et refond son histoire de Lyon en y ajoutant son récit de la Rebeyne, dont il attribue la responsabilité aux Vaudois. Il la publie en français à Paris sous le pseudonyme de Morein Pierrechamp, anagramme de son nom. 
Champier revient à Lyon en 1531 ou 1532 ; il est désigné consul, et doit faire face à l'épidémie de peste qui touche la ville en 1532 / 1533 et organiser la visite de François Ier à Lyon. Il tire profit de l'événement en dédiant plusieurs de ses nouveaux ouvrages à des personnalités de la cour et offre au roi lui-même un ouvrage médical, l’Hortus Gallicus. Il obtient en retour un privilège de six ans pour ses futurs livres, ce qui sera sa période la plus productive.
Champier publie à partir de 1530 des ouvrages qui réfutent en bloc la médecine arabe, Avicenne et Averroès, falsificateurs de la doctrine des Grecs, et qui défendent l'idée que la Providence a pourvu la France des simples et des sources miraculeuses curatives des maladies locales : « Galli gallicis rebus sunt medicandi (les Gaulois doivent être soignés par des substances gauloises) ». Sa condamnation de la médecine arabe, pourtant réputée de longue date, provoque des critiques dans les milieux médicaux, jusque parmi ses amis et ses élèves. Un autre traité rédigé en 1532 est une charge contre les alchimistes et leur recherche de la pierre philosophale. À cette production s'ajoutent en 1537 des ouvrages historiques d'inspiration nationaliste (comme Monarchia gallorum ac triplici imperio), un catalogue des fleuves et des fontaines de France, et une ambitieuse somme philosophico-théologique en trois volumes sur sept prévus. 
La date de décès de Symphorien Champier est indéterminée : son testament porte deux codicilles en août 1538 et mai 1539, tandis que le consulat de Lyon paye des torches  pour son cortège funèbre à une date non précisée, mais avant février 1540. Champier pourrait donc être mort au second semestre 1539.

## Œuvres

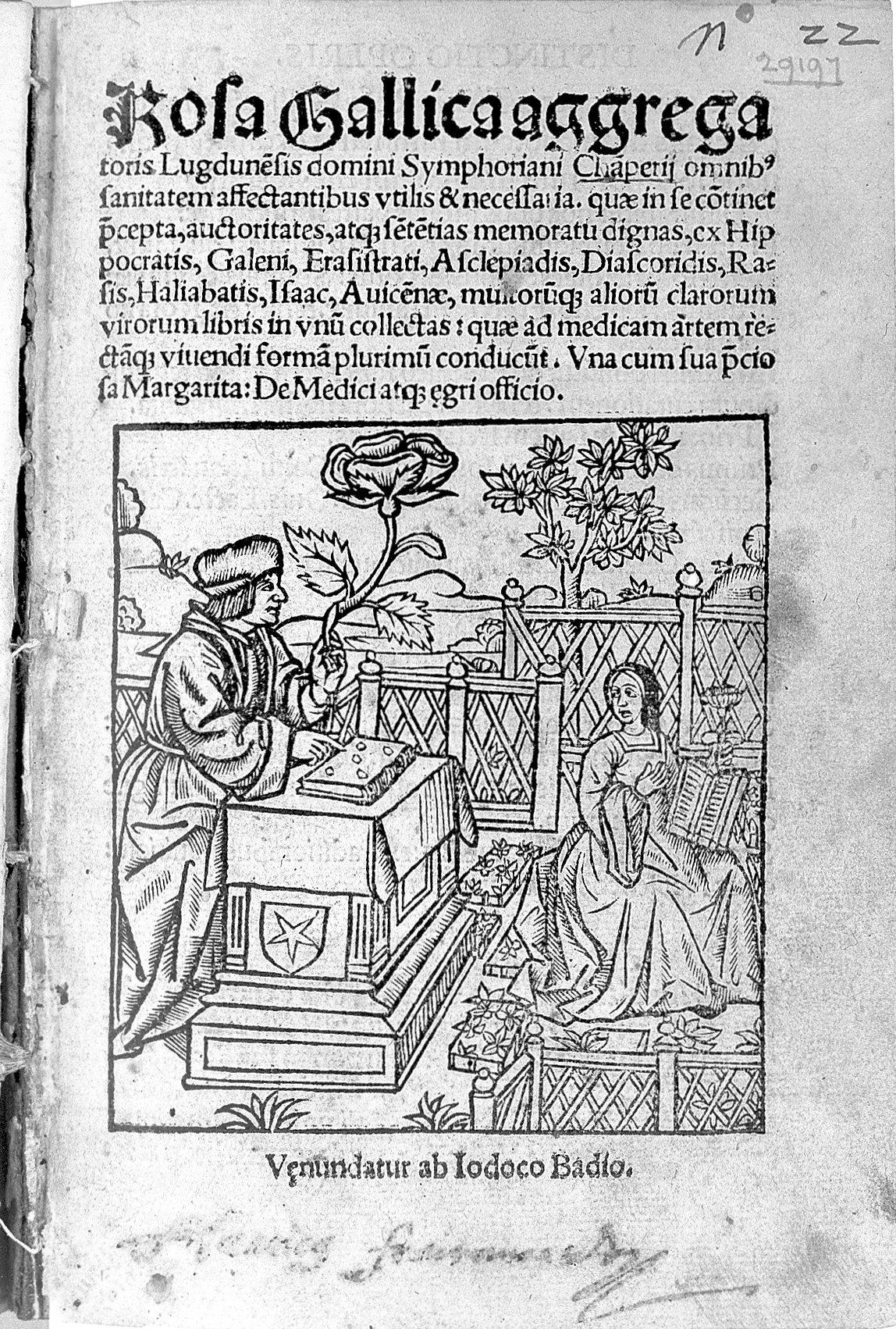
Page de garde de Rosa gallica, gravure sur bois - 1514

Symphorien Champier est un des auteurs les plus prolifiques de son époque. Son élève Jérôme Monteux dresse en 1533 un catalogue de 105 titres, dont plus de 35 ouvrages médicaux, 26 à vocation historique, 14 manuels pédagogiques, 12 traités théologiques, 7 traités d'astronomie, plusieurs recueils de lettres, sans compter ceux qui sont publiés après 1533. Parmi ceux-ci :
- Janua logicae et physicae (Lyon 1496 et 1498).
- La nef des Dames vertueuses (Lyon 1503) (voir sur Gallica : https://gallica.bnf.fr/ark:/12148/bpt6k79103w)
- De quadruplici vita, contenant une histoire de Lyon (Lyon, J. Deschamp, 1504).
- De claris Lugdunum  (Lyon 1507).
- Le triomphe du très chrétien roy de France Louis XII (Lyon, Claude Davot, 1510)
- Le recueil ou croniques des hystoires des royaulmes d'Austrasie, ou France orientale dite a present Lorrayne (Lyon 1510).
- Rosa gallica (Paris 1514).
- Periarchon, id est de principiis Platonicarum disciplinarum omniumque doctrinarum (1514).
- Symphonia Platonis cum Aristotele et Galeni cum Hippocrate Hippocratica philosophia ejusdem (Paris 1516)
- Les Grandes chroniques des gestes et vertueux faits des très excellents catholiques illustres et vertueux ducs et princes des pays de Savoie et Piemont (Paris, J. de la Garde, 1516).
- Speculum Galeni (Lyon 1517).
- Vie de Bayard (1525).
- Du royaume des Allobroges avec L'antiquité et origine de la très noble et ancienne Cité de Vienne sur le fleuve du Rhosne (1529),
- Clisteriorum campi secundum Galeni mentem, alias De clistoribus, première attaque contre la médecine arabe (Bale, 1532)
- Hortus gallicus (1533)
- Speculum Medici christiani (1533)
- Gallicum pentapharmacorum (1534)

## Postérité
Le médecin Symphorien Champier, auteur à succès notamment pour son livre sur le chevalier Bayard, publié en 1525 est au cœur du roman historique La colline aux corbeaux publié par Heliane Bernard et Christian-Alexandre Faure, éditions Libel, 2018, 383 p.
Il existe une rue Symphorien Champier à Lyon ainsi qu'à Saint-Symphorien-sur-Coise.

### Œuvres de Champier
- Giovanni Palumbo (éditeur scientifique), L'Origine et antiquité de la cité de Lyon et l'Histoire de Palanus : Édition du ms. Paris, Arsenal, 5111, Paris, Éd. Classiques Garnier, coll. « Textes littéraires du Moyen Âge » (no 20), 2011, 197 p. (ISBN 978-2-8124-0346-0)
- Les Gestes, ensemble la vie du preulx chevalier Bayard, avec sa genealogie..., Lyon, 1524« lire en ligne ».
  - Notes de lecture de Henri Hauser, In: Les Sources de l'histoire de France - Seizième siècle (1494-1610). I. Les premieres guerres d'Italie. Charles VIII et Louis XII (1494-1515) Paris : A. Picard et fils, 1906. pp. 133-134 .
- la Nef des dames vertueuses, en 4 livres, (1e édition 1503), édition critique de Judy Kem, 2007 (1e édition 1503), Paris, Champion, coll. « Textes littéraires de la Renaissance », 305 pages 
  - Notes de lecture de Clément Michèle . In: Réforme, Humanisme, Renaissance, n°67, 2008. pp. 162-163
- (la) Symphonia Platonis cum Aristotele, & Galeni & Hippocrate : Hippocratica philosophia ejusdem, Platoni medicina de duplici mundo, cum ejusdem scholiis : speculum medicinale Platonicum & apologia litteratum humaniorum, Paris, I. Badio, 1516, 1re éd., 172 p. (lire en ligne sur Gallica).

### Articles et ouvrages sur Champier
- Richard Cooper, « Les dernières années de Symphorien Champier », Bulletin de l'Association d'étude sur l'humanisme, la réforme et la renaissance, no 47,‎ 1998, p. 25-50 (lire en ligne)
- (en) Brian P. Copenhaver, Symphorien Champier and the reception of the occultist tradition in Renaissance France, La Haye-Paris-New-York, Mouton, 1978, 368 pages
  - Notes de lecture de Maillard Jean-François, Annales. Économies, Sociétés, Civilisations, 36e année, N. 1, 1981. pp. 85-88
- Pierre Jacquet, « Les botanistes lyonnais du XVIe siècle », dans Publications de la Société Linnéenne de Lyon, 1996,  Suppl. 65-5, p. 1-70 (lire en ligne)
- Helen J. Swift, « ‘‘Des circuits de pouvoir’’ : un modèle pour la relecture des rapports poète-mécène dans les apologies du sexe féminin de la fin du Moyen Âge », Études françaises, vol. 47, no 3,‎ 2011, p. 55-69 (lire en ligne)
- Ludmila Virassamynaïken (dir.), Arts et humanisme; Lyon Renaissance, Lyon, Musée des Beaux-Arts de Lyon, Somogy éditions d'art, 2015, 360 p. (ISBN 978-2-7572-0991-2)